# Ołeksij Riabcew
Ołeksij Wasylowycz Riabcew, ukr. Олексій Васильович Рябцев, ros. Алексей Васильевич Рябцев, Aleksiej Wasiljewicz Riabcew (ur. 30 września 1974 w Chmielniku) – ukraiński piłkarz grający na pozycji pomocnika, trener piłkarski.

## Kariera piłkarska

### Kariera klubowa
Wychowanek Szkoły Sportowej w Chmielniku, a potem RWUFK Kijów. W 1991 podpisał kontrakt z Dynamem Kijów, w składzie drużyny rezerw którego w 1991 rozpoczął karierę piłkarską. Potem grał w drugiej drużynie Dynama oraz na zasadach wypożyczenia w Nywie Winnica i Dnieprze Czerkasy. Od 1994 bronił barw rodzimego klubu, który nazywał się Nywa Winnica, a potem FK Winnica. Na początku 2004 przeszedł do Nistru Otaci, ale po pół roku wrócił do winnickiej Nywy. Latem 2005 został zaproszony do Spartaka Sumy, ale po pół roku ponownie wrócił do rodzimego miasta, gdzie w składzie klubu Nywa-Switanok Winnica zakończył karierę piłkarską w roku 2007.

## Kariera reprezentacyjna
Był powoływany do juniorskiej reprezentacji ZSRR. Potem rozegrał jeden mecz w młodzieżowej reprezentacji Ukrainy.

## Kariera trenerska
Po zakończeniu kariery piłkarza rozpoczął karierę szkoleniowca. Od 2015 roku trenował WODJuSSz Winnica.

## Sukcesy i odznaczenia

### Sukcesy klubowe
Nistru Otaci
- wicemistrz Mołdawii: 2003/04